# 11698 Fichtelman
A 11698 Fichtelman (ideiglenes jelöléssel 1998 FZ102) a Naprendszer kisbolygóövében található aszteroida. A LINEAR projekt keretében fedezték fel 1998. március 31-én.